# Otto von Knobelsdorff
Heinrich Otto Ernst von Knobelsdorff (31 de março de 1886 – 21 de outubro de 1966) foi um general alemão que comandou várias unidades de panzers (tanques) durante a Segunda Guerra Mundial. Ele ficou conhecido por sua participação na batalha de Metz, onde liderou as defesa alemãs contra o ataque dos norte-americanos.